# Трейнте Остерхьойс
Юдит Катрейнте „Трейнте“ Остерхьойс (на нидерландски: Judith Katrijntje „Trijntje“ Oosterhuis) е нидерландска певица.

## Биография
Юдит Остерхьойс е родена на 5 февруари 1973 година в Амстердам в семейството на богослова Хюб Остерхьос и цигуларката Джозефин Остерхьойс. Тренте има и по-голям брат – музиканта Терд Остерхьойс, с когото тя основава групата „Total Touch“ през 1990. Избрана е да представя Холандия на Евровизия 2015.

## Личен живот
Между 2002 и 2006 е омъжена за Сандер ван ден Еден. От брака им се ражда синът им Йонас Йонатан ван ден Еден. След развода им се омъжва повторно за Неким Барт. От втория си брак тя има друго дете – Марейн Манямин.